# 布雷肯和拉德諾郡 (英國國會選區)
布雷肯和拉德諾郡（英語：Brecon and Radnorshire），英國國會一郡選區，位於威爾斯中部的波伊斯南部。始設於1918年。
本區自1939年起四十年間由工黨人士勝出，但自1997年起由自民黨及保守黨人士競爭當區下議院議員。2010年大選中，羅格·威廉斯以46.2%選票勝出該區二度連任。但他於2015年失去議席予保守黨的克里斯多夫·戴維斯。2019年8月由自民黨的威爾斯領袖珍·多茲，於2019年補選中為該黨取回議席，但於短達四個月後在大選中再由保守黨奪回，前者遂成為史上任期最短的女性下議員。

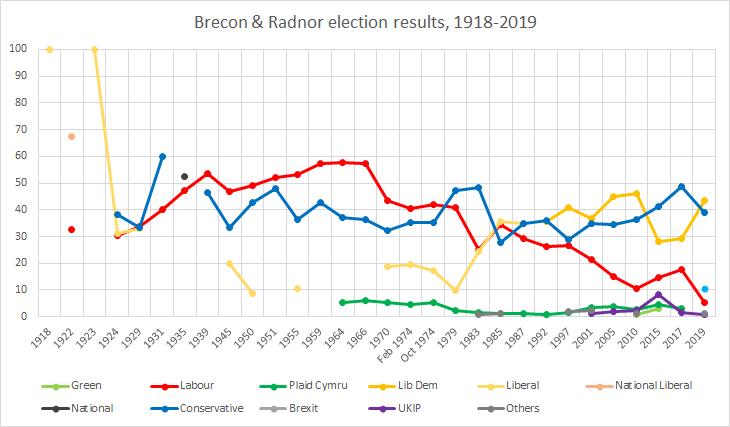
歷年選舉成績